# 圣若望鲍思高圣殿

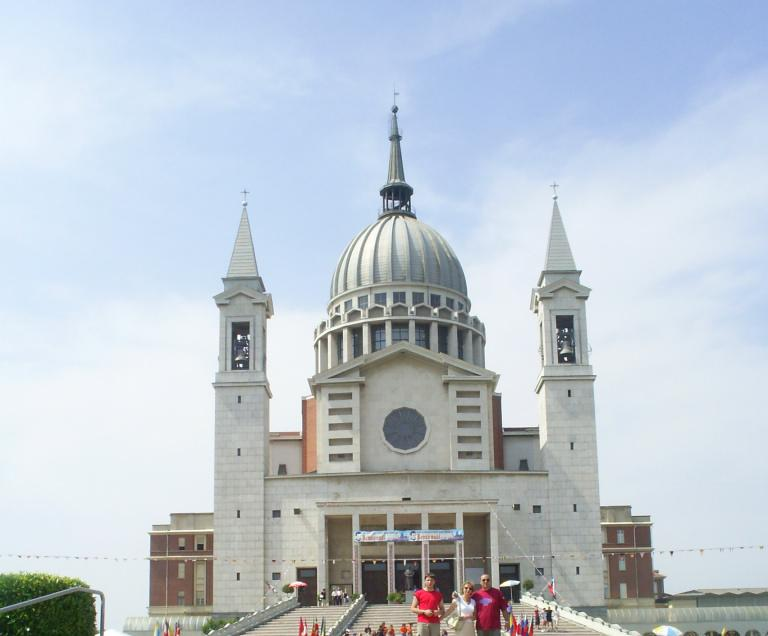

圣若望鲍思高圣殿（Basilica di Don Bosco）是一座罗马天主教宗座圣殿，位于意大利皮埃蒙特大区阿斯蒂省卡斯泰尔诺沃东博斯科，建于1961—1984年，主保圣人为出生于该城的圣若望鲍思高。